# هفت معکوس
هفت معکوس فیلمی ایرانی به کارگردانی مهدی خسروی و نویسندگی مهدی علیمیرزایی است که در سال ۱۳۹۴ منتشر شد. در این فیلم بازیگرانی نظیر جواد عزتی، نیوشا ضیغمی، حسام نواب صفوی، کامران تفتی و مهران رجبی ایفای نقش می‌کنند.